# Comuna 15 (Ciudad de Buenos Aires)
La Comuna 15 es una de las 15 unidades administrativas en las que está dividida la Ciudad Autónoma de Buenos Aires. Está integrada por los barrios de Agronomía, Chacarita, La Paternal, Parque Chas, Villa Crespo y Villa Ortúzar. Está ubicada en el centro-noroeste de la Ciudad, y cuenta con una superficie de 14,6 km². Su población total según el censo de 2010 es de 182 574 habitantes, de los cuales 84 485 son hombres, el 46,3% y 98 089 son mujeres, las que representan el 53,7% del total de la comuna. El censo de 2001 registraba 182 627 habitantes, lo que representa ligero retroceso del 0,03%.
La sede de la comuna se encuentra en Av. Córdoba 5690.

## Historia

### Orígenes
En sus orígenes, la zona formaba parte del Pago de los Montes Grandes o de la Costa, tierras propicias para la ganadería que se extendían desde Retiro hasta San Isidro y San Fernando.

La zona desde comienzos del siglo XVII tuvo varios traspasos de manos, hasta caer en manos del Colegio San Ignacio, dirigido por los jesuitas, que estaba en la Manzana de las Luces, en la calle Bolívar, junto a la iglesia. La zona pasó a ser conocida como La Chacarita de los Colegiales, porque los alumnos internos de este colegio usaban este lugar como residencia de verano. Esta también abastecía de hortalizas y frutas al Colegio. Tras la expulsión de los jesuitas en 1767, la finca siguió perteneciendo al colegio, que se convirtió en Real Colegio de San Carlos (hoy Colegio Nacional de Buenos Aires).

### sigloXIX
El 26 de abril de 1862 se loteó la parte de los terrenos de la Chacarita de los Colegiales que compró Santiago Ortúzar, dando origen al barrio de Villa Ortúzar.
A raíz las epidemias de cólera de 1867 y 1868 y de fiebre amarilla, sucedidas entre 1870 y 1871, luego de la Guerra del Paraguay, los cementerios de la ciudad estaban desbordados y el cementerio de la Recoleta no permitía el ingreso de los muertos de dichas epidemias, y el recién creado Cementerio del Sur, situado donde actualmente se encuentra el Parque Ameghino en la Avenida Caseros al 2300, vio colmada su capacidad, por lo que el gobierno municipal adquirió entonces siete hectáreas en la Chacarita de los Colegiales (donde hoy se encuentra el Parque Los Andes), y creó un nuevo cementerio que se trasladaría en 1886 al actual de la Chacarita.
Alrededor de 1880, el Intendente de Buenos Aires Dr. Antonio Crespo comenzó a lotear una zona aledaña a la Chacarita de los Colegiales, que se convertiría en el barrio de Villa Crespo.
En 1887 el Ferrocarril Buenos Aires al Pacífico (hoy General San Martín) inauguró la estación Chacarita, en la zona de la Avenida Warnes, luego cambiando su nombre por el de Paternal, lo que dio inicio al barrio de La Paternal. Ese mismo año se incorporaron los partidos de Flores y Belgrano a la Capital Federal, por lo que toda el área de la comuna pasó a estar bajo jurisdicción de aquella.

### sigloXX
En 1904 se instaló el Instituto Superior de Agronomía y Veterinaria en la zona que más tarde sería el barrio de Agronomía. Hubo intentos frustrados de crear allí un parque público, y más tarde se ubicó allí la Facultad de Agronomía y Veterinaria de la Universidad de Buenos Aires, que más tarde se dividiría en las facultades de Agronomía y Ciencias Veterinarias.
En 1925 se creó Parque Chas, como un sector del barrio de Agronomía. En 1976, por un breve período pasó a ser un barrio oficial, pero perdió ese estatus durante la dictadura iniciada en dicho año. En diciembre de 2005, luego de distintas acciones realizadas por vecinos y organizaciones de la zona durante varios años, la Legislatura de la Ciudad le restituyó su carácter de barrio.

### Creación de la Comuna
Las comunas nacen con la Ley N° 1.777, llamada "Ley Orgánica de Comunas" sancionada por la Legislatura de la Ciudad Autónoma de Buenos Aires el 01/09/2005, promulgada por Decreto N° 1.518 del 04/10/2005 y publicada en el BOCBA N° 2292 del 07/10/2005.
Según la reforma del 22/08/1994, la Constitución de la Nación Argentina, en su Artículo 129 establece que: "La ciudad de Buenos Aires tendrá un régimen de gobierno autónomo, con facultades propias de legislación y jurisdicción, y su jefe de gobierno será elegido directamente por el pueblo de la ciudad. Una ley garantizará los intereses del Estado nacional, mientras la ciudad de Buenos Aires sea capital de la Nación. En el marco de lo dispuesto en este artículo, el Congreso de la Nación convocará a los habitantes de la ciudad de Buenos Aires para que, mediante los representantes que elijan a ese efecto, dicten el estatuto organizativo de sus instituciones".
El nuevo mapa político-administrativo de la Ciudad de Buenos Aires, culmina con la promulgación de la Constitución de la Ciudad de Buenos Aires el 01/10/1996. Ahora, los ciudadanos de la Capital Federal, tienen la posibilidad de elegir a su Jefe de Gobierno a través del voto directo (antes era elegido por el presidente de la Nación). La Legislatura de la Ciudad de Buenos Aires reemplaza al anterior Concejo Deliberante.
La gestión descentralizada de administración porteña estaba manejada por los C.G.P. (Centros de Gestión y Participación) hoy llamados Comunas. El pasado 10/07/2011 los ciudadanos porteños votaron por primera vez a los Miembros de la Junta Comunal, que son 7 e integrarán un Órgano Colegiado que ejercerán el cargo durante 4 años, sin posibilidad de reelección sino con el intervalo de 4 años, o sea que la Junta Comunal se renovará en su totalidad cada 4 años.

## Junta comunal

### Composición 2023-2027
| Comuneros | Comuneros | Comuneros                        | Alianza | Alianza              |
| --------- | --------- | -------------------------------- | ------- | -------------------- |
|           | PRO       | Agustín Rodríguez Ponti          |         | Juntos por el Cambio |
|           | PRO       | Cynthia Evelyn Martello          |         | Juntos por el Cambio |
|           | UCR       | Martín Gonzalo Garcilazo         |         | Juntos por el Cambio |
|           | PJ        | Soledad Jazmín Luján Tello       |         | Unión por la Patria  |
|           | PJ        | Leonardo Gastón Lucchese Di Leva |         | Unión por la Patria  |
|           | PJ        | Nancy Verónica Bolaño            |         | Unión por la Patria  |
|           | LLA       | Amiel Mariano Leckie             |         | La Libertad Avanza   |

### Presidentes de la Junta Comunal
| N.º | Presidente                     | Partido | Partido               | Alianza               | Período                                           |
| --- | ------------------------------ | ------- | --------------------- | --------------------- | ------------------------------------------------- |
| 1   | Ignacio Carlos Eduardo Crevena |         | Propuesta Republicana | Propuesta Republicana | 10 de diciembre de 2011 - 10 de diciembre de 2015 |
| 2   | Jorge Arnoldo Lucchesi         |         | Propuesta Republicana | Unión-PRO             | 10 de diciembre de 2015 - 10 de diciembre de 2019 |
| 3   | Martín Gonzalo Garcilazo       |         | Unión Cívica Radical  | Juntos por el Cambio  | 10 de diciembre de 2019 - 10 de diciembre de 2023 |
| 4   | Agustín Rodríguez Ponti        |         | Propuesta Republicana | Juntos por el Cambio  | 10 de diciembre de 2023 - En el cargo             |